# 7.08 Rem
Le 7.08 Rem est une cartouche "Wildcat" commercialisée par Remington en 1980 et réalisée à partir d'une douille de 308 Winchester (également appelée 7,62 OTAN) dont le collet a été rétreint pour accepter un projectile de 7,20 / 7,23 mm.
La précision de la 7.08 Rem est exceptionnelle, et cette cartouche s'impose peu à peu dans certaines disciplines du tir sportif, en particulier le 300 mètres U.I.T. La balistique de son projectile est supérieure au 308 Winchester dans la mesure où il reste supersonique et stable à plus grande distance, et dérive moins sous l'effet du vent. Il est donc également apprécié dans les disciplines dont la distance est supérieure à 1200 mètres car il est encore supersonique quand le 308 ne l'est plus.
Cette cartouche est utilisée par exemple dans les carabines Remington 700, Savage Stevens MOD 200, SAKO, Swiss Arms SHR970, RS1 Unique, PGM Précision Ultima Ratio.

## Fiche technique 7.08 Remington (grande chasse ou tir sportif)
- Diamètre réel du projectile : 7,20 / 7,23 mm
- Longueur de l'étui : 51 mm
- Masse projectile ordinaire : 140 grains soit 9,07 grammes
- Masse cartouche:
- Vitesse V0 : 872 m/s
- Vitesse V100 : 784 m/s
- Vitesse V200 : 717 m/s
- Énergie E0 : 3 447 joules
- Énergie E100 : 2 785 joules
- Énergie DRO : 2 335 joules
- Flèches de trajectoire pour visée optique à 50 m : +1,3 cm
- Flèches de trajectoire pour visée optique à 100 m : +4,0 cm
- Flèches de trajectoire pour visée optique à 150 m : 2,8 cm
- Flèches de trajectoire pour visée optique à 200 m : -2,8 cm
- Flèches de trajectoire pour visée optique à 300 m : -29 cm

- 1 gramme = 15,432 grains

## Législation française
catégorie C : Présentation d'un permis de chasse ou d'une licence de tir valide

## Loi canadienne sur la possession d'armes à feu
Permis de possession/acquisition-sans restriction